# Santa Ana (station)
Santa Ana är en tunnelbanestation i tunnelbanesystemet Metro de Santiago i Santiago, Chile. Nästföljande station på linje 2 i riktning mot Vespucio Norte är Puente Cal y Canto och i riktning mot La Cisterna är det Los Héroes. På linje 5 är nästföljande station i riktning mot Vespucio Norte är Cumming och i riktning mot La Cisterna är det Plaza de Armas.